# Cheverísimo
Cheverísimo fue un programa de televisión venezolano de comedia, producido y emitido por Venevision en Venezuela y en Estados Unidos por Venevision International (cadena hermana de Univision). El programa desde su creación hasta el 2001 se transmitió a la par que el programa Bienvenidos.
Desde el 17 de octubre de 2016 el programa se empieza emitir nuevamente en Venevisión a las 11pm bajo el nombre de "Noche de Humor" y adaptado a las medidas de la Ley RESORTE.

## Historia

### Inicios y estreno (1992-1993)
Cheverísimo se origina en 1992 luego de la salida de varios escritores y actores del programa de humor: Radio Rochela, un éxito de RCTV, para ese entonces Venevision International se promovía como el canal del humor con sus exitosos programas: El Show de Joselo y Bienvenidos, es allí cuando Carlos Cerutti, Francisco Martínez y Pompeyo Izquierdo junto a Juan Andrés Rodríguez (productor de variedades de Venevision International) logran reunir a varios exintegrantes de Radio Rochela.
En un principio el programa tuvo de elenco fijo a los exrocheleros: Américo Navarro, Henry Rodríguez, Nelly Pujols, Betty Hass, Ivette Domínguez y Jorge Tuero junto a Umberto Buonocore (Exintegrante del programa Bienvenidos) y también a quienes apenas daban sus primeros pasos en la comicidad: Gabriela Rodríguez, Wilmer Ramírez, Ramón Hinojosa, la primera actriz Margot Parejo, la bomba sexy Gioconda Pérez y la modelo Carolina Tejera. El programa pronto comenzó a ganar fama entre los espectadores con los sketches La Gaga donde Nelly Pujols interpretaba a Frenita Fernández, Zanganini con Jorge Tuero y Margot Pareja, Los presos con Henry Rodríguez, Wilmer Ramírez y Ramón Hinojosa y El Condominio.
En abril de 1993, el entonces Ministro de Transporte y Comunicaciones Fernando Martínez Mottola anunció la suspensión de este programa junto con Radio Rochela de RCTV, alegando que transmitían antivalores como la "chabacanería" (si bien el detonante en realidad se trató de una parodia política que hizo este último programa). Tras las quejas del público, sale nuevamente al aire con el nombre de Cheverísimo Light teniendo que bajar el tono de las parodias.
Luego de la cancelación definitiva de El Show de Joselo a finales de 1993 parte de los humoristas de dicho programa pasaron al elenco de Cheverísimo, entre ellos Honorio Torrealba, Irma Palmieri, Simón García, Víctor Rentroya, Germán Regalado y Alejandro Corona. Carolina Tejera sale del programa para dedicarse a las telenovelas y también se incorpora María Elena Heredia quien actuaba en paralelo en la serie Sal y Pimienta con Pujols y Palmieri.
En 1994 pasa a ser transmitido los días martes a las 20:00h, en el espacio que dejó el cancelado Show de Joselo, dado también a la pérdida de rating que tenía los miércoles al competir contra el programa Cuánto Vale el Show de RCTV quien se llevó el primer lugar de audiencia.

### Éxito (1995-1999)
Luego de las audiciones del Miss Venezuela 1995, es contratada Emimar Minguet para actuar en el programa junto a Jorge Tuero y Betty Hass en el sketch:El terror del Llano, un sketch que gozó de buena recepción al igual que La Negrita Catanare protagonizado por Gioconda Pérez. Sin embargo el sketch fue retirado del show luego de que Pérez sufriera un accidente de tránsito que casi la deja al borde de la muerte y con discapacidad comunicativa, entrando al elenco Mercedes Salaya de Bienvenidos en sustitución de Gioconda Pérez.
En 1998 se retiran del show Irma Palmieri (Por decisión de su hijo) y María Elena Heredia, esta última emigraria a Miami, Estados Unidos. Luego de que RCTV cancelara su programa 900 Risas, pasarían El Moreno Michael y Jordy González a integrarse al elenco junto a Karina Salaya, sobrina de Mercedes Salaya.
En 1994 Perucho Conde regresó a la pantalla de Venevisión y se incorporó al elenco del programa con "El Serrucho De Perucho", uno de los sketches más longevos dentro del programa y que daba cierre a sus ediciones como un editorial en clave de humor.
En 1997, Wilmer Ramírez se separa temporalmente del programa y del canal para conducir un programa de concursos llamado Aquí Todo Vale a través de Venezolana de Televisión. No obstante, el espacio fue cancelado al poco tiempo dado su estrepitoso fracaso, por lo cual en 1998 regresa al canal de la Colina y al programa.  Ese mismo año Roy Díaz sale del programa y se va a formar pate del elenco de Radio Rochela en RCTV.
Desde 1998 hasta 1999 el sketch: Gregorita y Rosendo batió récords de audiencia, tanto que se le dedicaban comparsas en los carnavales a Gregorita, personaje que encarnó Honorio Torrealba.

### Años finales y Cancelación (2000-2002)
En el primer programa del año 2000 se le realizó un homenaje póstumo al actor icónico del espacio Jorge Tuero, quien había fallecido en la Tragedia de Vargas en diciembre de 1999. Ese mismo año, se incorporan al elenco Rolando Salazar, Jorge Luis "Jordy" González y Larry Martínez "El Moreno Michael". Más adelante, se incorporaba el veterano actor Virgilio Galindo.
Tras la cancelación de Bienvenidos (el cual se trasladaría en 2002 a Televen), a finales de 2001 los actores Julio Gassette, Gabriela Fleritt y Koke Corona se integran al elenco. En 2002 Karina Salaya se retira para participar en el reality show: Protagonistas de Novela. 
El programa se emitió por última vez el 30 de junio de 2002, en un programa especial conducido por Nelly Pujols y Wilmer Ramírez. Ya para entonces estaba perdiendo sintonía los días martes contra el show Super Diente por Diente de RCTV, por lo que fue trasladado a los domingos a las 20:00h, mas el cambio de horario no logró el resultado esperado. Una semana después, fallecería el actor Víctor Rentroya.
Una de las causas de la posterior salida del programa se debió al humor político que no era muy aceptado por el presidente Hugo Chávez (le hacían parodia en ejercicio de sus funciones), más sumado a que Venevision se tomaría un descanso en la producción de programas de humor que duraría hasta 2005.

## Formato
A través de un ágil formato de ‘sketches’, el programa ofrece sesenta minutos de risas continuas presentando situaciones jocosas, chistes y parodias sobre el acontecer político, la actualidad social y algunas producciones del canal.
Talentosos actores y actrices con años de experiencia en provocar carcajadas dan vida a los distintos personajes que, definitivamente, permanecerán en la memoria de los televidentes no solo por sus contagiosas frases sino también por la perfecta imitación que hacen de importantes y conocidas personalidades del ámbito nacional e internacional.
Básicamente el formato era muy similar al de su competidor Radio Rochela de RCTV.

## Personajes
- Baldomero / El Terror del llano (Jorge Tuero): Baldomero es un anciano temido en todo el pueblo capaz de asesinar y pelear con todo aquel que se meta con su esposa Barbarita (Betty Hass), ganando la fama de ser conocido como "El Terror del Llano", aunque realmente es un anciano gentil, que ayuda a las mujeres y es manipulado por su esposa cuyo carácter es fuerte y recio emulando a Doña Bárbara, la protagonista de la novela de Rómulo Gallegos.
- Gregorita (Honorio Torrealba): Una señora ama de casa de personalidad ordinaria, estrambótica y de una forma de hablar tosca, es una habitante de la Parroquia Coche, siempre discute con su marido Rosendo para que suba a su departamento con frases como ¡Roseeendo...Suuuube¡ y ¿Te monto la arepa?, al final siempre termina enojada con Rosendo y rompe la cuarta pared con la frase ¿Quieres que te dé?...¿Quieres que te dé?... ¡y tu!...¿Quieres que te dé?.
- Hotelita (Nelly Pujols): Una mucama de hotel, que siempre bromea y hace enojar a los clientes que van al hotel para tener Sexo.
- Rico McRico (Jorge Tuero): Un hombre rico y multimillonario que vive en condiciones deplorables y de escasos recursos siempre dice sus frases célebres "Nosotros los ricos..."  (haciendo mofa de los pobres) y "Los gobiernos pasan... pero el hambre queda".
- Doña Candelaria y Don Honorato (María Elena Heredia y Honorio Torrealba): Dos campesinos que viven en Caracas, Don Honorato vende huevos en las calles y doña candelaria siempre va a comprarles; Ambos mencionan la icónica frase "Entre huevo y huevo... Pollito".
- La Negrita Catanare (Gioconda Pérez): Una exitosa cantante cubana que realiza presentaciones en la Habana, siempre cuando va a cantar su mega hit "Maun Que Tu" es interrumpida.
- Lauro Bozzo (Wilmer Ramírez): Parodia masculina de Laura Bozzo, que presenta el talk show: Señorito Lauro, donde defiende las infidelidades, los abusos y problemas que ocasionan las mujeres a sus esposo.
- Frenita Fernández "La Gaga" (Nelly Pujols):Es una mujer de cabello corto y negro con grandes lentes y siempre viste un anticuado suéter azul, la gaga es tartamuda y tiene muchos problemas a la hora de comunicarse para trabajar, ir al doctor, buscar empleo y otras situaciones en las cuales se ve involucrada, terminando siendo mal vista pues por lo general al tartamudear sus palabras son confundidas como obscenidades, una de sus exprésiones es "Vine a mama" .
- Ivo Trino (Alejandro Corona): Es un hombre que padece de problemas de memoria, cree que está en la década de los 60's y 70's lo que le ocasiona problemas con la sociedad e incluso no reconoce a los artistas del momento.
- Las Polipatinetas de chacao (Irma Palmieri y Nelly Pujols): Dos oficiales de policía del municipio Chacao, estado Miranda bajo la gestión de Irene Sáez, una de ellas es muy sifrinas aunque la otra es muy ordinaria y chabacana, por lo general ignoran crímenes de gran carácter y solo se encargan de mantener Chacao para la gente de la alta sociedad.

## Segmentos y sketches
- Su telenovela: Segmento en el que se narra una telenovela, donde por lo general los diálogos son cambiados cada semana y donde se hacen parodias a comerciales, partes de vehículos, marcas y un tema semanal.
- Súper Cheverísimo Sensacional: Parodia de Súper sábado sensacional donde las estrellas muestran su lado marginal, grosero y ordinario. Entre 1992 y 1996 lo conducía Gilberto Aporrea (encarnado por Américo Navarro, parodiando a Gilberto Correa) y desde 1997 por Daniel Charcos (encarnado por Henry Rodríguez parodiando a Daniel Sarcos).
- Noti-Ruido: Un noticiero con efectos de sonido, con 2 narradores, uno daba las noticias y otro realizaba los efectos de sonido aunque cuando las noticias no involucraban sonido alguno, el narrador se desesperaba.
- Gregorita y Rosendo: Sección centrada en la vida de la señora Gregorita (Honorio Torrealba) y su esposo Rosendo. El sketch trata de parodiar a las Sitcom de matrimonios de los 90's, con esta pareja marginal y tosca.
- ¡Que Mujerero!: Parodia de ¡Que Mujeres!, donde Elba Escobar (Betty Hass) y sus invitadas panelistas, hablan de sus problemas matrimoniales, las panelistas eran los personajes Femeninos del programa interpretados por hombres: Gregorita, Doña Solita, Doña Olvido Orejas D'Parkinson, Doña Crisanta, Gertrudis Camacaro y Doña Rebolledo.
- El Serrucho de Perucho: Sección donde Perucho Conde narra los verbos y modismos venezolanos, aparte de hacer críticas a las situaciones de la realidad venezolana.
- Ayudemos al idioma castellano: Sección donde se habla de las palabras marginales usadas a la hora de hablar. Aquí Jorge Tuero interpretaba un profesor estadounidense que no entendía esos giros arrabaleros y terminaba con la frase "¡Oh Andrés Bello! ¿Qué han hecho con tu idioma?"
- El Show de la negrita Catanare: Sketch protagonizado por la Negrita Catanare (Gioconda Pérez), donde en medio de un concierto turístico en la Habana, Cuba, esta es interrumpida por algún beneficio para los cubanos, produciéndose un disturbio.
- El condominio: Representación satírica de as juntas de condominio. Aquí el administrador es interpretado por Umberto Buonocuore y Jorge Tuero interpreta a un homosexual cuya pareja se hace llamar "Pototo" (a quien no se cansa de nombrar) y lanza la frase "Tú no eres Pototo porque no quieres" cuando el administrador se enoja y le dice "¡No quiero saber más de ese tal Pototo!".
- La Gaga
- Ivo Trino
- El Terror del Llano
- El hotel con Hotelita
- Pero Daniela... Pero Mamá
- Mega Match Cheverísimo (Parodia de Mega Match)
- La familia Peláez: Una familia que hace alusión a las carencias económicas. Al final sale a relucir la frase "Es que con esta situación la familia Peláez está PELANDO"
- Humildemente
- Los presos: Dos privados de libertad (Henry Rodríguez y Wilmer Ramírez) condenados a cadena perpetua que siendo de noche el policía (Ramón Hinojosa) apaga la luz y cuando se oye la conversación (en realidad hablan dormidos) el policía piensa que están haciendo actos lascivos y al final les dice Ustedes quieren jugar... bueno que si ustedes no se duermen yo les echo... (un elemento cuyo nombre rima con el del supuesto "juego").
- Chepo y Candelario
- Zanganini: Un hombre (Jorge Tuero) que siempre lleva a su madre (Margot Pareja) en silla de ruedas a un empleador llamado "el señor Labores" (Américo Navarro), el cual le ofrece un empleo extremadamente fácil pero lo rechaza y luego cuando ofrece un empleo "para mujeres" de alto riesgo se lo ofrece a su madre aun en condición de discapacidad.
- ¡No hay!: Un dependiente de atención al público (Honorio Torrealba) que niega las peticiones de los clientes causándoles molestia y desazón.
- El padre enérgico: Un padre de familia (Américo Navarro) que piensa que sus hijas andan en malos pasos y cuando ellas le aclaran la situación les incita a hacer lo que iban a hacer pero de una manera autoritaria. Al final dice la frase "Es que si uno no le pone carácter a los muchachos se descarrilan".
- Yo no fui: Una situación donde cuando le sucede algo a alguien el responsable (Américo Navarro) lo niega de manera cínica e hipócrita.
- El gruero: Un gruero (Henry Rodríguez) que siempre se da a la tarea de acosar a las mujeres que se quedan accidentadas. Su frase característica es "Eso es bujía y está enchumbá".
- Macaria la boticaria
- La familia Aquino: Una familia de ludópatas compulsivos que adoran al animador César González como si fuera un dios por medio de una frase "Epa mi gente, véngase pa'ven"  en clara alusión al eslogan de la hoy desaparecida franquicia de mueblerías Depoven.
- El abuelo: Un anciano (Jorge Tuero) que profiere una frase obscena a su cuidadora (Jessica Arvelo) y cuando esta le pone la dentadura postiza le dice lo que era en verdad.
- Papi Ricky
- Fritz y Franz
- ¡Qué Loquera!: Parodia de ¡Qué Locura!.
- Chuckiti el muñeco diabólico: Parodia de Chucky.
- Los Chevetubbies: Parodia de Los Teletubbies.
- Super Macho Pow: Parodia del videojuego Super Mario Bros de Nintendo ("Nientiendo"). Protagonizado por Honorio Torrealba como Mario y Américo Navarro como Luigi.

## Elenco
- Umberto Buonocuore      †
- Américo Navarro
- Henry Rodríguez
- Ivette Domínguez
- Nelly Pujols[5]
- Betty Hass
- Wilmer Ramírez
- María Elena Heredia
- Gabriela Rodríguez
- Margot Pareja
- Gioconda Pérez
- Carolina Tejera
- Perucho Conde †
- Maribel Zambrano
- Mercedes Salaya
- Andreina Yépez[6]
- Irma Palmieri †
- Alejandro Corona
- El Moreno Michael
- Ramón Hinojosa
- Pepe Ruiz
- Honorio Torrealba  †
- Claudio Nazoa
- Rolando Salazar
- Luis Rivas    †
- Simón García   †
- Víctor Rentroya †
- Jessica Arvelo
- Emimar Minguet
- Jorge Luis González “Jordy”
- Luis Rodríguez
- Germán Regalado †
- Lila Pereira †
- Joseline Rodríguez
- María Auxiliadora Porras
- Ponciano Conde
- Manuel Bastos
- César Sojo
- Gloria Gaviria
- Iván Lemons †
- Koke Corona (2001-2002)
- Gabriela Fleritt (2001-2002)
- Julio Gassette (2001-2002)
- Luis Enrique Peñaranda † (2001-2002)
- Lizkarla de sousa
- Karina Salaya "La pupy"
- Luzmila Martínez[7]

### Invitados especiales
- Cristina Saralegui (Vitrina)
- Maite Delgado (Maite / TirosTV)
- Irene Sáez (Las polipatinetas de chacao)
- Trino Mora (Ivo Trino)
- Mirla Castellano (Ivo Trino)
- Estelita del Llano (Ivo Trino)
- Mirtha Pérez (Ivo Trino)
- Aroldo Betancourt (Ivo Trino)
- Daniel Sarcos (Se me cayó el plumero / La lavandería)
- Benjamín Rausseo (Subeme Margarito / La lavandería)
- Viviana Gibelli (Las comadres)
- Gabriela Vergara (Las comadres)
- Raúl Amundaray (Hotelita)
- Raúl de Molina y Lili Estefan (El Maquillador de las estrellas)
- Servando & Florentino (La lavanderia)
- Fedra López (El Maquillador de las estrellas)
- Jean Carlos Simancas (El Maquillador de las estrellas)